# Stefan Rowecki
Stefan Paweł Rowecki (Piotrków Trybunalski, Imperio Ruso, 25 de diciembre de 1895 - Oranienburg, Alemania Nazi, 2 de agosto de 1944), conocido por su nombre en clave Grot, fue un periodista, general y uno de los líderes de la Armia Krajowa. Rowecki fue asesinado por dos agentes de la Gestapo en el Campo de concentración de Sachsenhausen, por orden directa de Heinrich Himmler.

## Biografía
Stefan Rowecki nació en la localidad polaca de Piotrków Trybunalski el 25 de diciembre de 1895. Durante su juventud formó parte de un grupo scout antes de alistarse en el ejército austrohúngaro durante la Primera Guerra Mundial, formando parte de la 1.ª Brigada de las Legiones Polacas. Fue detenido en agosto de 1917 cuando la mayor parte de su unidad se negó a jurar fidelidad al emperador de Austria. En febrero de 1918 fue liberado del campo de prisioneros y se unió al Ejército Polaco.
Luchó en la Guerra Polaco-Soviética de 1920, siendo comandante del 55.º Regimiento de Infantería de Leszno entre 1930 y 1935. A partir de junio de 1939 organizó la Brigada Blindada Motorizada de Varsovia. Antes de poder terminar el entrenamiento de su unidad, Rowecki se desplazó al oeste para tomar parte en la Campaña de Septiembre contra las tropas alemanas, que acababan de invadir Polonia.
Después de la derrota polaca, Rowecki evitó ser capturado y regresó a Varsovia, donde fundó y lideró el Zwiazek Walki Zbrojnej, un movimiento de resistencia polaco miembro de la Armia Krajowa, la principal organización del Estado secreto polaco.
En 1941 organizó diversos sabotajes en el este de las zonas de Silesia y Lubusz, territorios que antes de la guerra habían pertenecido a la Segunda República Polaca. El 30 de junio de 1943 fue arrestado por la Gestapo en Varsovia y enviado a Berlín, donde fue interrogado por varios altos cargos nazis (entre ellos Ernst Kaltenbrunner, Heinrich Himmler y Heinrich Müller).
Rowecki fue finalmente asesinado en agosto de 1944 en el Campo de concentración de Sachsenhausen, tras haber sido traicionado por Ludwik Kalkstein, Eugeniusz Swierczewski y Blanka Kaczorowska; tres miembros de la Gestapo y de la Waffen-SS infiltrados en la Armia Krajowa.

## Medallas
- Orden del Águila Blanca, 11 de noviembre de 1995 (reconocimiento póstumo)
- Cruz de oro de la Orden Virtuti Militari, 1942
- Cruz de plata de la Orden Virtuti Militari, 1923
- Cruz del oficial de la Orden Polonia Restituta
- Cruz del Valor (en ocho ocasiones)
- Cruz del Mérito Dorada (en dos ocasiones)
- Cruz de la Armia Krajowa, 1967 (reconocimiento póstumo)
- Estrella de la Perseverancia (reconocimiento póstumo)
- Cruz y Medalla Independencia (reconocimiento póstumo)
- Legión al Mérito, otorgado por Ronald Reagan el 9 de agosto de 1984 (reconocimiento póstumo)
- Legión de Honor, 1937